# Episodi di Timon e Pumbaa
Questa voce contiene un elenco degli episodi della serie animata Timon e Pumbaa.
| n° tot.          | n° in st.      | Titolo originale                           | Titolo italiano                     | Prima TV USA      |
| Prima stagione   | Prima stagione | Prima stagione                             | Prima stagione                      | Prima stagione    |
| ---------------- | -------------- | ------------------------------------------ | ----------------------------------- | ----------------- |
| 1                | 1a             | Boara Boara                                | Il nuovo re                         | 8 settembre 1995  |
| 2                | 1b             | Saskatchewan Catch                         | Lo scoiattolo volante               | 8 settembre 1995  |
| 3                | 2a             | Kenya Be My Friend?                        | Vuoi essere mio amico?              | 15 settembre 1995 |
| 4                | 2b             | Rafiki Fables: Good Mousekeeping           | Una questione di principio          | 15 settembre 1995 |
| 5                | 3a             | Never Everglades                           | L'uovo di alligatore                | 22 settembre 1995 |
| 6                | 3b             | The Laughing Hyenas: Cooked Goose          | Una gustosa promessa                | 22 settembre 1995 |
| 7                | 4a             | How to Beat the High Costa Rica            | L'onestà è una virtù                | 29 settembre 1995 |
| 8                | 4b             | Swiss Missed                               | Due amici precisi                   | 29 settembre 1995 |
| 9                | 5a             | Uganda Be an Elephant                      | Voglio essere elefante              | 6 ottobre 1995    |
| 10               | 5b             | To Kilimanjaro Bird                        | L'aquilotto del Kilimanjaro         | 6 ottobre 1995    |
| 11               | 6a             | French Fried                               | Dalla Francia con sapore            | 13 ottobre 1995   |
| 12               | 6b             | The Laughing Hyenas: Big Top Breakfast     | Scimmia a colazione                 | 13 ottobre 1995   |
| 13               | 7a             | The Pain in Spain                          | El Toro                             | 3 novembre 1995   |
| 14               | 7b             | Frantic Atlantic                           | La crociera                         | 3 novembre 1995   |
| 15               | 8a             | Tanzania Zany                              | Il buffone della Tanzania           | 10 novembre 1995  |
| 16               | 8b             | Guatemala Malarkey                         | La leggenda dello scarafaggio d'oro | 10 novembre 1995  |
| 17               | 9a             | Back Out in the Outback                    | Il granchio del deserto             | 17 novembre 1995  |
| 18               | 9b             | Gabon with the Wind                        | Caccia a Pumbaa                     | 17 novembre 1995  |
| 19               | 10a            | Timon's Time Togo                          | Il paradiso delle suricate          | 24 novembre 1995  |
| 20               | 10b            | The Law of the Jungle                      | La "legge" della giungla            | 24 novembre 1995  |
| 21               | 11a            | Be More Pacific                            | I tre desideri                      | 1º dicembre 1995  |
| 22               | 11b            | Going Uruguay                              | Andiamo nella stessa direzione      | 1º dicembre 1995  |
| 23               | 12a            | Yosemite Remedy                            | Pan per focaccia                    | 22 dicembre 1995  |
| 24               | 12b            | Rafiki Fables: The Sky Is Calling          | Lassù nell'immenso blu              | 22 dicembre 1995  |
| 25               | 13a            | Mozam-Beaked                               | Il volatile dispettoso              | 29 dicembre 1995  |
| 26               | 13b            | Ocean Commotion                            | Il compagno di viaggio              | 29 dicembre 1995  |
| 27               | 14a            | Brazil Nuts                                | Un banchetto da sogno               | 16 settembre 1995 |
| 28               | 14b            | South Sea Sick                             | I rimedi di nonna Timon             | 16 settembre 1995 |
| EXTRA            | 14c            | Song #1: The Lion Sleeps Tonight           | Il leone si è addormentato          | 16 settembre 1995 |
| 29               | 15a            | Yukon Con                                  | Sogni di ricchezza                  | 23 settembre 1995 |
| 30               | 15b            | Doubt of Africa                            | Una nobile missione                 | 23 settembre 1995 |
| 31               | 16a            | Russia Hour                                | Lo zio Boris                        | 30 settembre 1995 |
| 32               | 16b            | You Ghana Join the Club                    | Club privato                        | 30 settembre 1995 |
| 33               | 17a            | Rocky Mountain Lie                         | Il sospetto                         | 7 ottobre 1995    |
| 34               | 17b            | Amazon Quiver                              | Una caccia infinita                 | 7 ottobre 1995    |
| 35               | 18a            | Madagascar About You                       | Pazza di te                         | 14 ottobre 1995   |
| 36               | 18b            | Truth or Zaire                             | I due orfanelli                     | 14 ottobre 1995   |
| EXTRA            | 18c            | Song #2: Yummy Yummy Yummy                 | Yummy Yummy Yummy                   | 14 ottobre 1995   |
| EXTRA            | 18c            | Song #3: Stand By Me                       | Stand By Me                         | 14 ottobre 1995   |
| 37               | 19a            | Mojave Desserted                           | Un debito d'onore                   | 21 ottobre 1995   |
| 38               | 19b            | Rafiki Fables: Beauty and the Wildebeest   | Il coraggio di essere sè stessi     | 21 ottobre 1995   |
| 39               | 20a            | Don't Break The China                      | La ricompensa                       | 28 ottobre 1995   |
| 40               | 20b            | The Laughing Hyenas: Can't Take A Yolk     | Non è bello                         | 28 ottobre 1995   |
| 41               | 21a            | Unlucky in Lesotho                         | Occhio al malocchio                 | 4 novembre 1995   |
| 42               | 21b            | Rafiki Fables: Rafiki's Apprentice         | Scuola di magia                     | 4 novembre 1995   |
| 43               | 22a            | Mombasa-In-Law                             | Arriva la mamma                     | 11 novembre 1995  |
| 44               | 22b            | The Laughing Hyenas: TV Dinner             | Il regno degli animali              | 11 novembre 1995  |
| 45               | 23a            | Manhattan Mishap                           | Naufraghi                           | 25 novembre 1995  |
| 46               | 23b            | Paraguay Parable                           | La gara                             | 25 novembre 1995  |
| 47               | 24a            | Let's Serengeti Out of Here                | Proteggiamo la natura               | 9 dicembre 1995   |
| 48               | 24b            | Congo on Like This                         | Predatori                           | 9 dicembre 1995   |
| 49               | 25a            | Okay Bayou?                                | Il signore delle paludi             | 16 dicembre 1995  |
| 50               | 25b            | Shake Your Djibouti                        | La guardia del corpo                | 16 dicembre 1995  |
| Seconda stagione |                |                                            |                                     |                   |
| 51               | 1a             | Palm Beached                               | La siesta                           | 2 settembre 1996  |
| 52               | 1b             | Jamaica Mistake?                           | A cena col vampiro                  | 2 settembre 1996  |
| 53               | 2a             | Oregon Astray                              | La filosofia del castoro            | 9 settembre 1996  |
| 54               | 2b             | New Guinea Pig                             | Care vecchie zanne                  | 9 settembre 1996  |
| 55               | 3a             | Klondike Con                               | La febbre dell'oro                  | 16 settembre 1996 |
| 56               | 3b             | Isle Find Out                              | Il mistero dei fenicotteri rosa     | 16 settembre 1996 |
| 57               | 4a             | Wide Awake in Wonderland                   | C'era una volta                     | 23 settembre 1996 |
| 58               | 4b             | Zazu's Off-by-One Day                      | L'amministratore della giungla      | 23 settembre 1996 |
| 59               | 5a             | Africa-Dabra!                              | Un coniglio nel cappello            | 30 settembre 1996 |
| 60               | 5b             | I Don't Bolivia                            | Le bugie hanno il becco grosso      | 30 settembre 1996 |
| 61               | 6a             | Catch Me if You Kenya                      | La collezione di farfalle           | 7 ottobre 1996    |
| 62               | 6b             | Scent of the South                         | Il profumo del Sud                  | 7 ottobre 1996    |
| 63               | 7a             | Forbidden Pumbaa                           | La clonazione                       | 14 ottobre 1996   |
| 64               | 7b             | Washington Applesauce                      | Caccia al verme                     | 14 ottobre 1996   |
| 65               | 8a             | I Think I Canada                           | Il campo di addestramento           | 21 ottobre 1996   |
| 66               | 8b             | Zazu's Off Day Off                         | Il giorno libero di Zazu            | 21 ottobre 1996   |
| 67               | 9a             | Timon on the Range                         | La legge del Far West               | 28 ottobre 1996   |
| 68               | 9b             | The Man from J.U.N.G.L.E.                  | Il mistero dell'identità segreta    | 28 ottobre 1996   |
| 69               | 10a            | Maine-Iacs                                 | Norme di sicurezza                  | 4 novembre 1996   |
| 70               | 10b            | Fiji-Fi-Fo-Fum                             | I tre insetti magici                | 4 novembre 1996   |
| 71               | 11             | Once Upon a Timon                          | C'era una volta Timon e Pumbaa      | 11 novembre 1996  |
| 72               | 12             | Home is Where the Hog Is                   | Il ritorno di Pumbaa                | 18 novembre 1996  |
| 73               | 13a+b          | Beethoven's Whiff + Bumble in the Jungle   | Sinfonia della giungla              | 25 novembre 1997  |
| 74               | 13c            | Mind Over Matterhorn                       | La linea di confine                 | 25 novembre 1997  |
| 75               | 14a            | Isle of Manhood                            | Il test di virilità                 | 14 settembre 1996 |
| 76               | 14b            | Puttin' on the Brits                       | Una volpe da salvare                | 14 settembre 1996 |
| 77               | 15a            | Beetle Romania                             | La maledizione gitana               | 21 settembre 1996 |
| 78               | 15b            | Rumble in the Jungle                       | Litigio nella giungla               | 21 settembre 1996 |
| 79               | 16a            | Animal Barn                                | Il signor maiale                    | 28 settembre 1996 |
| 80               | 16b            | Roach Hotel                                | Ospiti indesiderati                 | 28 settembre 1996 |
| 81               | 17a            | Shopping Mauled                            | Quel pinguino di Irwin              | 5 ottobre 1996    |
| 82               | 17b            | Library Brouhaha                           | Il silenzio è d'oro                 | 5 ottobre 1996    |
| 83               | 18a            | Monster Massachusetts                      | L'esperimento del dottor Cagliostro | 12 ottobre 1996   |
| 84               | 18b            | Handle with Caribbean                      | Timon capitano coraggioso           | 12 ottobre 1996   |
| 85               | 19a            | Alcatraz Mataz                             | La grande fuga                      | 19 ottobre 1996   |
| 86               | 19b            | Oahu Wahoo                                 | Il signore del vulcano              | 19 ottobre 1996   |
| 87               | 20a            | Beast of Eden                              | Il dente magico                     | 26 ottobre 1996   |
| 88               | 20b            | Sense & Senegambia                         | Un rimedio per Pumbaa               | 26 ottobre 1996   |
| 89               | 21a            | Rome Alone                                 | Il crollo dell'impero romano        | 9 novembre 1996   |
| 90               | 21b            | Amusement Bark                             | Il tronco dei divertimenti          | 9 novembre 1996   |
| Terza stagione   |                |                                            |                                     |                   |
| 91               | 1a             | Whiff                                      | Impariamo a giocare a golf          | 1º gennaio 1999   |
| 92               | 1b             | To Be Bee or Not To Be Bee                 | La rivolta delle api                | 1º gennaio 1999   |
| 93               | 2a             | Luck Be a Meerkat                          | La biglia portafortuna              | 8 gennaio 1999    |
| 94               | 2b             | Just When You Thought You'd Cuisine It All | Scuola di cucina                    | 8 gennaio 1999    |
| 95               | 3a             | Lemonade Stand Off                         | La guerra dei chioschi              | 15 gennaio 1999   |
| 96               | 3b             | Big Jungle Game                            | I giochi della giungla              | 15 gennaio 1999   |
| 97               | 4a             | Boo Hoo Bouquet                            | Ditelo coi fiori                    | 22 gennaio 1999   |
| 98               | 4b             | Timon... Alone                             | Uno scrittore di successo           | 22 gennaio 1999   |
| 99               | 5a             | So Sumo Me                                 | I re del sumo                       | 29 gennaio 1999   |
| 100              | 5b             | Now Museum, Now You Don't                  | La mostra di insetti                | 29 gennaio 1999   |
| 101              | 6a             | Visiting Pig-nitaries                      | Dignitari in visita                 | 5 febbraio 1999   |
| 102              | 6b             | The Truth About Kats and Hogs              | Lo studio dei facoceri              | 5 febbraio 1999   |
| 103              | 7a             | Escape From Newark                         | Il mago delle evasioni              | 12 febbraio 1999  |
| 104              | 7b             | Truth Be Told                              | La verità, questa sconosciuta       | 12 febbraio 1999  |
| 105              | 8a             | Throw Your Hog in the Ring                 | Alito mortale                       | 19 febbraio 1999  |
| 106              | 8b             | Slalom Problem                             | Problemi con lo slalom              | 19 febbraio 1999  |
| 107              | 9a             | Circus Jerks                               | Pagliacci si nasce                  | 26 febbraio 1999  |
| 108              | 9b             | Nest Best Thing                            | Un piccolo tenero scricciolo        | 26 febbraio 1999  |
| 109              | 10a            | Super Hog-O                                | Lardo, la saetta                    | 5 marzo 1999      |
| 110              | 10b            | Don't Have the Vegas Idea                  | Per un pugno di gloria              | 5 marzo 1999      |
| 111              | 11a            | Hot Enough For Ya?                         | Sfida piccante                      | 12 marzo 1999     |
| 112              | 11b            | Werehog of London                          | Il facocero mannaro                 | 12 marzo 1999     |
| 113              | 12a            | Bigfoot, Littlebrain                       | Piedonzo della foresta              | 19 marzo 1999     |
| 114              | 12b            | Astro-Nots                                 | Timon e Pumbaa astronauti           | 19 marzo 1999     |
| 115              | 13a            | Robin Hoodwinked                           | Gli allegri briganti della foresta  | 26 marzo 1999     |
| 116              | 13b            | Serengeti Western                          | I padroni della città               | 26 marzo 1999     |
| 117              | 14a            | All Pets Are Off                           | Animali domestici offresi           | 2 aprile 1999     |
| 118              | 14b            | Boary Glory Days                           | Addio, facoceresca giovinezza       | 2 aprile 1999     |
| 119              | 15a            | Two for the Zoo                            | Due volontari per lo zoo            | 9 aprile 1999     |
| 120              | 15b            | The Swine in the Stone                     | I due scudieri                      | 9 aprile 1999     |
| 121              | 16a            | You May Have Already Won Six Million Bakra | Il ricco e il povero                | 16 aprile 1999    |
| 122              | 16b            | My Meteor, My Friend                       | Un meteorite per amico              | 16 aprile 1999    |
| 123              | 17a            | Jungle Slickers                            | I contadini della giungla           | 23 aprile 1999    |
| 124              | 17b            | Don't Wake the Neighbear                   | Non svegliate l'orso che dorme      | 23 aprile 1999    |
| 125              | 18a            | Recipe for Disaster                        | La supersalsa                       | 30 aprile 1999    |
| 126              | 18b            | Going Over-Boar'd                          | I due nuovi comandanti              | 30 aprile 1999    |
| 127              | 19a            | Ivy Beleaguered                            | L'ammissione al Plop                | 7 maggio 1999     |
| 128              | 19b            | Broadway Bound & Gagged                    | Tutto fa spettacolo                 | 7 maggio 1999     |
| 129              | 20a            | Steel Hog                                  | Bestioni cromati                    | 14 maggio 1999    |
| 130              | 20b            | Dealer's Choice Cut                        | La posta in palio                   | 14 maggio 1999    |
| 131              | 21a            | Space Ham                                  | I gladiatori dello spazio           | 21 maggio 1999    |
| 132              | 21b            | You Bet Your Tuhkus                        | Verrà e sono                        | 21 maggio 1999    |
| 133              | 22a            | No-Good Samaritan                          | Eroi per caso                       | 28 maggio 1999    |
| 134              | 22b            | Living in De Nile                          | La lunga notte della piramide       | 28 maggio 1999    |
| 135              | 23a            | One Tough Bug                              | Incontri pericolosi                 | 4 giugno 1999     |
| 136              | 23b            | Pirates of Pumbzance                       | Pirati ma non troppo                | 4 giugno 1999     |
| 137              | 24a            | Miss Perfect                               | Pumbaa reginetto                    | 11 giugno 1999    |
| 138              | 24b            | Hakuna Matata U.                           | A scuola di Hakuna Matata           | 11 giugno 1999    |
| 139              | 25a            | Pig-Malion                                 | Il genio può attendere              | 18 giugno 1999    |
| 140              | 25b            | Why No Rhino                               | Safari fotografico                  | 18 giugno 1999    |
| 141              | 26a            | War Hogs                                   | Facoceri da guerra                  | 25 giugno 1999    |
| 142              | 26b            | The Big No Sleep                           | La grande insonnia                  | 25 giugno 1999    |
| 143              | 27a            | Common Scents                              | Un profumo da fare invidia          | 2 luglio 1999     |
| 144              | 27b            | Mister Twister                             | Mister Tornado                      | 2 luglio 1999     |
| 145              | 28a            | Don't Be Elfish                            | Lo spirito del Natale               | 9 luglio 1999     |
| 146              | 28b            | Lights, Camera, Traction                   | Timon, divo del cinema              | 9 luglio 1999     |
| 147              | 29a            | The Running of the Bullies                 | La corsa coi tori                   | 16 luglio 1999    |
| 148              | 29b            | Special Defects                            | Difetti speciali                    | 16 luglio 1999    |
| 149              | 30a            | Wishy Washy                                | Il genio della lampada              | 23 luglio 1999    |
| 150              | 30b            | Ice Escapades                              | Poesia sul ghiaccio                 | 23 luglio 1999    |
| 151              | 31a            | Guru-Some                                  | Perle di saggezza                   | 30 luglio 1999    |
| 152              | 31b            | Jailhouse Shock                            | La vendetta del piccolo Jimmy       | 30 luglio 1999    |
| 153              | 32a            | Nearly Departed                            | 24 ore al tramonto                  | 6 agosto 1999     |
| 154              | 32b            | Early Bird Watchers                        | L'uccello mattiniero                | 6 agosto 1999     |
| 155              | 33a            | The Spy's the Limit                        | Agenti segreti                      | 13 agosto 1999    |
| 156              | 33b            | Ready, Aim, Fire                           | Tra due fuochi                      | 13 agosto 1999    |
| 157              | 34a            | Timoncchio                                 | Timonocchio                         | 20 agosto 1999    |
| 158              | 34b            | Ghost Boosters                             | Scacciafantasmi                     | 20 agosto 1999    |
| 159              | 35a            | Stay Away from my Honey!                   | Boccuccia di rosa                   | 27 agosto 1999    |
| 160              | 35b            | Sitting Pretty Awful                       | Deliziosi terribili pargoli         | 27 agosto 1999    |
| 161              | 36a            | He's A Bad, Bad, Bad Sport                 | L'importante è vincere!             | 3 settembre 1999  |
| 162              | 36b            | Dapper Duck Burgers                        | Cipolla con hamburger               | 3 settembre 1999  |
| 163              | 37a            | It Runs Good                               | Che macchina ragazzi                | 10 settembre 1999 |
| 164              | 37b            | Hot Air Buffoons                           | Palloni gonfiati                    | 10 settembre 1999 |
| 165              | 38a            | Timon in Love                              | Timon innamorato                    | 17 settembre 1999 |
| 166              | 38b            | Kahuna Potato                              | Hahuna Patata                       | 17 settembre 1999 |
| 167              | 39a            | Mook Island                                | L'isola del tonto                   | 24 settembre 1999 |
| 168              | 39b            | Cliphangers                                | Precipitando nei ricordi            | 24 settembre 1999 |